# Грейам (тауншип, Миннесота)
Грейам (англ. Graham) — тауншип в округе Бентон, Миннесота, США. На 2000 год его население составило 567 человек.

## География
По данным Бюро переписи населения США площадь тауншипа составляет 95,0 км², из которых 94,9 км² занимает суша, a вода составляет 0,03 %.

## Демография
По данным переписи населения 2000 года здесь находились 567 человек, 169 домохозяйств и 146 семей.  Плотность населения —  6,0 чел./км².  На территории тауншипа расположено 176 построек со средней плотностью 1,9 построек на один квадратный километр. Расовый состав населения: 98,77 % белых, 0,53 % коренных американцев, 0,18 % азиатов и 0,53 % приходится на две или более других рас. Испанцы или латиноамериканцы любой расы составляли 0,53 % от популяции тауншипа.
Из 169 домохозяйств в 53,3 % воспитывались дети до 18 лет, в 78,7 % проживали супружеские пары, в 3,6 % проживали незамужние женщины и в 13,6 % домохозяйств проживали несемейные люди. 12,4 % домохозяйств состояли из одного человека, при том 4,7 % из — одиноких пожилых людей старше 65 лет. Средний размер домохозяйства — 3,36, а семьи — 3,68 человека.
36,3 % населения — младше 18 лет, 7,1 % — в возрасте от 18 до 24 лет, 27,0 % — от 25 до 44, 20,8 % — от 45 до 64, и 8,8 % — старше 65 лет. Средний возраст — 30 лет. На каждые 100 женщин приходилось 123,2 мужчин.  На каждые 100 женщин старше 18 приходилось 118,8 мужчин.
Средний годовой доход домохозяйства составлял 41 389 долларов, а средний годовой доход семьи —  45 357 долларов. Средний доход мужчин —  30 694  доллара, в то время как у женщин — 21 591. Доход на душу населения составил 14 709 долларов. За чертой бедности находились 8,2 % семей и 9,8 % всего населения тауншипа, из которых 7,7 % младше 18 и 50,0 % старше 65 лет.